# Hom Nguyen
Hom Nguyen (nascido a 20 de setembro de 1972) é um pintor francês de origem vietnamita. As suas obras são sobretudo retratos num estilo figurativo. Vive e trabalha em Paris.

## Início da vida
Thi Lan Nguyen, a mãe de Hom Nguyen, deixou o Vietname no final da década de 1970 para ir para França e instalou-se em Paris. Em 1972, deu à luz o seu único filho, Hom Nguyen. Na sequência de um acidente de viação em 1978, a sua mãe ficou paraplégica. Numa entrevista ao artista e músico Manu Katché, Nguyen afirma: "A minha única família era a minha mãe. Ela não podia trabalhar devido à sua deficiência, por isso deixei a escola muito novo e comecei a trabalhar. Em 2009, a sua mãe morreu. Hom Nguyen, vendedor de sapatos nessa altura, decidiu dedicar-se ao desenho e à pintura..

## Carreira
Hom Nguyen é um artista autodidata e nunca teve aulas de desenho. A sua pintura é figurativa. Começou por pintar grandes retratos de celebridades e, a partir daí, criou obras mais pessoais de mulheres e crianças, ecos do seu passado. Realiza as suas obras sobre tela em diferentes suportes: lápis, pastel, tinta da China, carvão, acrílico e óleo. Por ocasião da edição de 2016 da Feira de Arte Contemporânea de Paris, organizada no Grand Palais, em Paris, o Presidente da República François Hollande foi apresentado ao seu trabalho. O seu trabalho sobre a representação da figura humana foi apresentado em múltiplas exposições individuais e colectivas em todo o mundo através de feiras internacionais de arte contemporânea. No Bangkok Post, Hom Nguyen afirma que é portador de uma dupla cultura ocidental e oriental e que está a trabalhar para abrir uma plataforma cultural mais ampla, uma ligação entre a França e a Ásia. Em 2019, em colaboração com o museu La Monnaie de Paris e a revista Vogue, pintou um retrato de Michelle Obama. A obra foi leiloada pela Christie's e os fundos angariados foram doados para apoiar a igualdade de género e a emancipação das mulheres, sob a égide das Nações Unidas Mulheres. Nesse mesmo ano, doou um retrato de Édith Piaf, que será exposto à entrada da ala Meyniel do Hospital Tenon, onde Piaf nasceu em 1915. O artista participou então na comemoração do 250.º aniversário de Napoleão Bonaparte, realizando um retrato contemporâneo do imperador para o Tour du Sel em Calvi. Hom Nguyen foi nomeado Cavaleiro da Ordem Nacional do Mérito de França em 24 de novembro de 2021.
Em dezembro de 2021, o Musée de l'Homme abordou a questão da sub-representação das pessoas da diversidade no espaço público. Hom Nguyen criou, para a exposição Portraits de France, uma obra representando Aimé Césaire.
Em maio de 2022, o artista doou uma obra ao Hôtel National des Invalides para apoiar os soldados feridos e as famílias enlutadas de todos os exércitos.
Em 2024, os Correios franceses celebram o centenário do nascimento de Charles Aznavour. Um selo de coleção com a imagem do cantor é produzido por Hom Nguyen.

## Obras de arte
Hom Nguyen utiliza muitos materiais relativamente diferentes, como o óleo, o acrílico, a tinta, o feltro guache, a tinta da China ou o carvão. A obra do artista inscreve-se numa abordagem introspectiva, ecos de uma memória resistente, em que ressoam questões de integração e de imigração, por vezes muito contemporâneas, noutras mais contemplativas.

## Exposições
- 2025 : One is art Gallery, solo show, Tóquio, Japão.[21]
- 2024 : Museu de Touquet-Paris-Plage, solo show, Le Touquet-Paris-Plage, França.[22]
- 2024 : Solid Art, Paris, França.[23]
- 2023 : Step Creation Gallery, Solo show, Hong Kong, China.[24]
- 2023 : Museu de Arte e História Paul-Éluard, solo show, Saint Denis, França.[25]
- 2023 : Museu da Legião Estrangeira, Senhor Legionário retratot, França.[26]
- 2023 : Atelier Grognard, centro de arte, solo show, Rueil Malmaison, França.[27]
- 2022 : Hôtel National des Invalides, exposição coletiva, França.[28]
- 2021 : Aimé Césaire, Trabalho produzido para a exposição Portraits de France, Museu do Homem, França.[29]
- 2021: Museu da Casa da Moeda de Paris, exposição coletiva, Togeth'her, Mulheres icônicas de Madame Figaro, França.[30]
- 2021: Art Central Hong Kong, feira de arte, Hong Kong.[31]
- 2021: Praça das Artes, Exposição individual ao ar livre, Valores Humanos, Cergy Pontoise, França.[32]
- 2021: Fundação Abbé Pierre, doação, França.[33]
- 2020: Not a Gallery, solo show, Empreintes, França.[34]
- 2019: Miaja Gallery, solo show, Racines, Cingapura.[35]
- 2019: Camp Raffalli, solo show, Córsega, França.[36]
- 2019: L'embarcadère, Espaço Cultural, solo show, Racines, Montceau-les-mines, França.[37][38]
- 2019: Tour de Sel Calvi, Solo show, Racines, Córsega, França.:[39][40]
- 2019: Castelo de Madame Graffigny, solo show, Racines, Villers-lès-nancy, França.[41][42]
- 2019: Hospital Tenon, doação, Edith Piaf, França.[43]
- 2019: Museu da Casa da Moeda de Paris, exposição coletiva, Togeth'her, Revista Vogue, França.[44]
- 2019: S.A.C Gallery, exposição coletiva, So What, Bangkok, Tailândia.[45]
- 2018: Galeria A2Z, solo show, You Man, Hong Kong.[46]
- 2018: Art Paris feira de arte, Grand Palais, representado pela Galeria A2Z, França.[47]
- 2018: Station, solo show, Voyage, Paris, França.[48]
- 2018: Galeria A2Z, solo show, Dark Side, Paris, França.[49]
- 2018: Sofitel, solo show, Life's Doodle, Bangkok, Tailândia.[50]
- 2017: Fundação de arte de Montresso, solo show, Lignes de vies, Marrakech, Marrocos.[51]
- 2017: Galeria A2Z, solo show, Trajectoire, Paris, França.[52]
- 2017: Le Carmel, solo show, Tarbes, France.[53]
- 2017: Art Central Hong Kong, feira de arte, representado pela Galeria A2Z, Hong Kong.[54]
- 2016: Asia Now, feira de arte, representado pela Galeria A2Z, Paris, França.[55]
- 2016 : Galeria A2Z, solo show, Inner cry, Paris, França.[56]
- 2016: Metis Gallery, solo show, Sans repaires, Bali.[57]
- 2016: Art Central Hong Kong, feira de arte, representado pela Galeria A2Z, Hong Kong.[58]
- 2015: Art Paris feira de arte, Grand Palais, representado pela Galeria A2Z, França.[59]
- 2015: Galeria A2Z, solo show, Le combat du siècle, Paris, França.[60]